# World Qualifying Series
Le World Qualifying Series (WQS) est le circuit de qualification du championnat du monde de surf qui permet d'atteindre le World Championship Tour (WCT) rassemblant les 38 meilleurs surfeurs professionnels et les 17 meilleures surfeuses professionnelles.

## Déroulement du championnat
Le circuit est composé d'une cinquantaine d'épreuves cotées en fonction de la qualité du spot de une à six étoiles Prime, le nombre d'étoiles augmentant en même temps que le nombre de points (de 500 à 3000) et la dotation attribués aux vainqueurs.
Chaque année, un classement est établi à partir des huit meilleurs résultats sur les douze derniers mois et les quinze premiers surfeurs du circuit WQS obtiennent une place au sein de l'élite du surf mondial rétrogradant ainsi les surfeurs aux quinze dernières places du WCT à retourner sur le WQS.

## Les Champions du monde

### WQS hommes
| Année | Vainqueur       | Pays           |
| ----- | --------------- | -------------- |
| 1990  | David Malherbe  | Afrique du Sud |
| 1991  | Justin Strong   | Afrique du Sud |
| 1992  | Flavio Padaratz | Brésil         |
| 1993  | Lynch Barton    | Australie      |
| 1994  | Kelly Slater    | États-Unis     |
| 1995  | Shane Powell    | Australie      |
| 1996  | Jake Paterson   | Australie      |
| 1997  | Victor Ribas    | Brésil         |
| 1998  | Fabio Gouveia   | Brésil         |
| 1999  | Flavio Padaratz | Brésil         |

| Année | Vainqueur        | Pays           |
| ----- | ---------------- | -------------- |
| 2000  | Armando Daltro   | Brésil         |
| 2001  | Mick Fanning     | Australie      |
| 2002  | Jake Paterson    | Australie      |
| 2003  | Neco Padaratz    | Brésil         |
| 2004  | Neco Padaratz    | Brésil         |
| 2005  | Adriano de Souza | Brésil         |
| 2006  | Jérémy Florès    | France         |
| 2007  | Jordy Smith      | Afrique du Sud |
| 2008  | Nathaniel Curran | États-Unis     |
| 2009  | Daniel Ross      | Australie      |

| Année | Vainqueur          | Pays       |
| ----- | ------------------ | ---------- |
| 2010  |                    |            |
| 2011  | Kelly Slater       | États-Unis |
| 2012  | John John Florence | Hawaï      |
| 2013  | Julian Wilson      | Australie  |
| 2014  | Filipe Toledo      | Brésil     |
| 2015  | Caio Ibelli        | Brésil     |
| 2016  | Connor O'Leary     | Australie  |
| 2017  | Griffin Colapinto  | États-Unis |
| 2018  | Kanoa Igarashi     | Japon      |
| 2019  | Frederico Morais   | Portugal   |

| Année | Vainqueur      | Pays      |
| ----- | -------------- | --------- |
| 2020  | Matt Banting   | Australie |
| 2021  | Kanoa Igarashi | Japon     |

- Pour 1990 et 1991 ce championnat était dénommé : International Pro-Am.
- 5 surfeurs ont gagné 2 fois : Flavio Padaratz (1992-1999), Jake Paterson (1996-2002), Neco Padaratz (2003-2004), Kelly Slater (1994-2011) et Kanoa Igarashi (2018-2021).
- 2 surfeurs ont été champions du monde WQS, Rookie of the year en WCT et champions du monde WCT : Kelly Slater (1991 Rookie, 1992 WCT, 1994 et 2011 WQS) et Mick Fanning (2001 WQS, 2002 Rookie, 2007 WQT)
- 2 surfeurs ont été champions du monde WQS et Rookie of the year : Jérémy Florès (2006 et 2007) et Fabio Gouveia (1998 et 1999)

### WQS femmes
| Année | Vainqueur            | Pays      |
| ----- | -------------------- | --------- |
| 1997  | Rochelle Ballard     | Hawaï     |
| 1998  | Serena Brooke        | Australie |
| 1999  | Melanie Redman-Carr  | Australie |
| 2000  | Maria "Tita" Tavares | Brésil    |
| 2001  | Jacqueline Silva     | Brésil    |
| 2002  | Pauline Menczer      | Australie |
| 2003  | Melanie Bartels      | Hawaï     |

| Année | Vainqueur         | Pays      |
| ----- | ----------------- | --------- |
| 2004  | Chelsea Georgeson | Australie |
| 2005  | Rebecca Woods     | Australie |
| 2006  | Jessi Miley-Dyer  | Australie |
| 2007  | Jacqueline Silva  | Brésil    |
| 2008  | Sally Fitzgibbons | Australie |
| 2009  | Coco Ho           | Hawaï     |
| 2010  | Sally Fitzgibbons | Australie |

| Année | Vainqueur           | Pays       |
| ----- | ------------------- | ---------- |
| 2011  | Courtney Conlogue   | États-Unis |
| 2012  | Sage Erickson       | États-Unis |
| 2013  | Malia Manuel        | Hawaï      |
| 2014  | Silvana Lima        | Brésil     |
| 2015  | Tatiana Weston-Webb | Brésil     |
| 2016  | Silvana Lima        | Brésil     |
| 2017  | Johanne Defay       | France     |

| Année | Vainqueur        | Pays       |
| ----- | ---------------- | ---------- |
| 2018  | Caroline Marks   | États-Unis |
| 2019  | Isabella Nichols | Australie  |
| 2020  | Brisa Hennessy   | Costa Rica |
| 2021  | Gabriela Bryan   | Hawaï      |

- Trois surfeuses ont gagné 2 fois : Jacqueline Silva (2001-2007), Sally Fitzgibbons (2008-2010) et Silvana Lima (2014-2016).
- Une surfeuse a été championne du monde WCT, WQS et Rookie of the year : Chelsea Georgeson (Rookie 2002, WQS 2004 et WCT 2005).
- Une surfeuse a été championne du monde WCT puis WQS : Pauline Menczer (1993 et 2002).
- Une surfeuse a été championne du monde WQS et Rookie of the year (la même année): Coco Ho (Rookie et WQS 2009)